# 萊曼氏三線麗魚
萊曼氏三線麗魚（学名：Grammatotria lemairii）為輻鰭魚綱鱸形目隆頭魚亞目慈鯛科的其中一種，分布於非洲坦干伊喀湖流域，為特有種，體長可達26公分，棲息在沙底質水域，以藻類及軟體動物為食，生活習性不明，可作為觀賞魚。